# General director de Carabineros de Chile

Galón del General Director.

El general director de Carabineros es el jefe máximo de Carabineros de Chile. Entre 1927 y 1932 la más alta autoridad de dicha fuerza policial se denominó «director general».

## Designación y funciones
El general director es designado por el presidente de la República de entre los cinco generales más antiguos de la institución y por un periodo de cuatro años. La Constitución Política de la República de Chile consigna que es inamovible de su cargo, salvo en los casos que el presidente de la República lo estime conveniente. Integra el Consejo de Seguridad Nacional de Chile.
Es el nivel directivo superior de la institución, que preserva los principios y la doctrina institucional. Establece, consolida, difunde y desarrolla las políticas de Carabineros. Se encuentra en la cima de la jerarquía policial y está sobre los oficiales generales (generales inspectores y generales); los oficiales superiores (coroneles); los oficiales jefes (teniente coroneles y mayores); los oficiales subalternos (capitanes, tenientes y subtenientes); los suboficiales y carabineros.
El galón que distingue al general director es de similares condiciones que el de general de Ejército del Ejército de Chile, salvo que el de este último es rojo y el suyo es de color verde. Al igual que los galones de generales de Carabineros de Chile, tiene un fondo verde, bordes dorados y trae estrellas doradas dependiendo del grado de general, pero lleva cuatro estrellas. Es el único galón en Carabineros, que se lleva en el hombro desde el pecho en dirección espalda.

## Lista de generales directores
Los generales directores de Carabineros de Chile desde la creación del cargo en 1931, han sido:

### Comandante general del Cuerpo de Carabineros
| Retrato | Grado               | Nombre                  | Desde                 | Hasta               |
| ------- | ------------------- | ----------------------- | --------------------- | ------------------- |
|         | General de ejército | Carlos Ibáñez del Campo | 27 de febrero de 1924 | 21 de julio de 1927 |

### Director general del Cuerpo de Carabineros
| Retrato | Grado               | Nombre                           | Desde               | Hasta                 |
| ------- | ------------------- | -------------------------------- | ------------------- | --------------------- |
|         | General de brigada  | Aníbal Parada Pacheco            | 1927                | 1928                  |
|         | General de ejército | Julio Olivares Mengolar          | 1928                | 1929                  |
|         | General de brigada  | Agustín Moreno Ladrón de Guevara | 14 de abril de 1929 | 11 de octubre de 1929 |
|         | General de brigada  | Fernando Sepúlveda Onfray        | 1929                | 1930                  |
|         | General de brigada  | Ambrosio Viaux Aguilar           | 1930                | 1931                  |

### General director de Carabineros
| Retrato | Grado                  | Nombre                          | Desde                    | Hasta                    |
| ------- | ---------------------- | ------------------------------- | ------------------------ | ------------------------ |
|         | General de Carabineros | Manuel Concha Pedregal          | 1931                     | 1932                     |
|         | General de Carabineros | Humberto Arriagada Valdivieso   | 1932                     | 1938                     |
|         | General de Carabineros | Oscar Reeves Leiva              | 1938                     | 1942                     |
|         | General de Carabineros | Pedro Silva Calderón            | 1942                     | 1944                     |
|         | General de Carabineros | Eduardo Maldonado Mercado       | 1944                     | 1947                     |
|         | General de Carabineros | Reinaldo Espinoza Castro        | 1947                     | 1950                     |
|         | General de Carabineros | Humberto Meneses Madrid         | 1950                     | 1952                     |
|         | General de Carabineros | Jorge Ardiles Galdames          | 1952                     | 1958                     |
|         | General de Carabineros | Arturo Queirolo Fernández       | 1958                     | 1964                     |
|         | General de Carabineros | Vicente Huerta Celis            | 1964                     | 1970                     |
|         | General de Carabineros | José M. Sepúlveda Galindo       | 3 de noviembre de 1970   | 11 de septiembre de 1973 |
|         | General de Carabineros | César Mendoza Durán             | 11 de septiembre de 1973 | 2 de agosto de 1985      |
|         | General de Carabineros | Rodolfo Stange Oelckers         | 2 de octubre de 1985     | 16 de octubre de 1995    |
|         | General de Carabineros | Fernando Cordero Rusque         | 16 de octubre de 1995    | 27 de noviembre de 1997  |
|         | General de Carabineros | Manuel Ugarte Soto              | 27 de noviembre de 1997  | 27 de noviembre de 2001  |
|         | General de Carabineros | Alberto Cienfuegos Becerra      | 27 de noviembre de 2001  | 27 de noviembre de 2005  |
|         | General de Carabineros | José Alejandro Bernales Ramírez | 27 de noviembre de 2005  | 29 de mayo de 2008†      |
|         | General de Carabineros | Eduardo Gordon Valcárcel        | 29 de mayo de 2008       | 2 de septiembre de 2011  |
|         | General de Carabineros | Gustavo González Jure           | 8 de septiembre de 2011  | 8 de septiembre de 2015  |
|         | General de Carabineros | Bruno Villalobos Krumm          | 8 de septiembre de 2015  | 12 de marzo de 2018      |
|         | General de Carabineros | Hermes Soto Isla                | 29 de marzo de 2018      | 22 de diciembre de 2018  |
|         | General de Carabineros | Mario Rozas Córdova             | 22 de diciembre de 2018  | 19 de noviembre de 2020  |
|         | General de Carabineros | Ricardo Yáñez Reveco            | 19 de noviembre de 2020  | 27 de septiembre de 2024 |
|         | General de Carabineros | Marcelo Araya Zapata            | 27 de septiembre de 2024 | En el cargo              |